# FK Iskra Danilovgrad
Der Fudbalski klub Iskra Danilovgrad ist ein montenegrinischer Fußballverein aus Danilovgrad.

## Geschichte
Der Verein wurde 1919 gegründet und stieg im Jahr 2015 erstmals in die Prva Crnogorska Liga auf. Bisher nahm man 2020 sowie 2022 am europäischen Wettbewerb teil und scheiterte jeweils in der 1. Qualifikationsrunde.

## Europapokalbilanz
| Saison  | Wettbewerb                    | Runde                  | Gegner             | Gesamt          | Hin           | Rück          |
| ------- | ----------------------------- | ---------------------- | ------------------ | --------------- | ------------- | ------------- |
| 2020/21 | UEFA Europa League            | Vorqualifikation       | FC Santa Coloma    | 0:0 (4:3 i. E.) | 0:0 n. V. (A) | 0:0 n. V. (A) |
| 2020/21 | UEFA Europa League            | 1. Qualifikationsrunde | Lokomotive Plowdiw | 0:1             | 0:1 (H)       | 0:1 (H)       |
| 2022/23 | UEFA Europa Conference League | 1. Qualifikationsrunde | KF Laçi            | 0:1             | 0:0 (A)       | 0:1 (H)       |

Gesamtbilanz: 4 Spiele, 1 Sieg, 1 Unentschieden, 2 Niederlagen, 0:2 Tore (Tordifferenz −2)

## Erfolge
- Montenegrinische Zweitligameisterschaft: 2015